# NGC 957
NGC 957 је расејано звездано јато у сазвежђу Персеј које се налази на NGC листи објеката дубоког неба.
Деклинација објекта је + 57° 33' 36" а ректасцензија 2h 33m 21,0s. Привидна величина (магнитуда) објекта NGC 957 износи 7,6. NGC 957 је још познат и под ознакама OCL 362.